# Palazzo Grassi

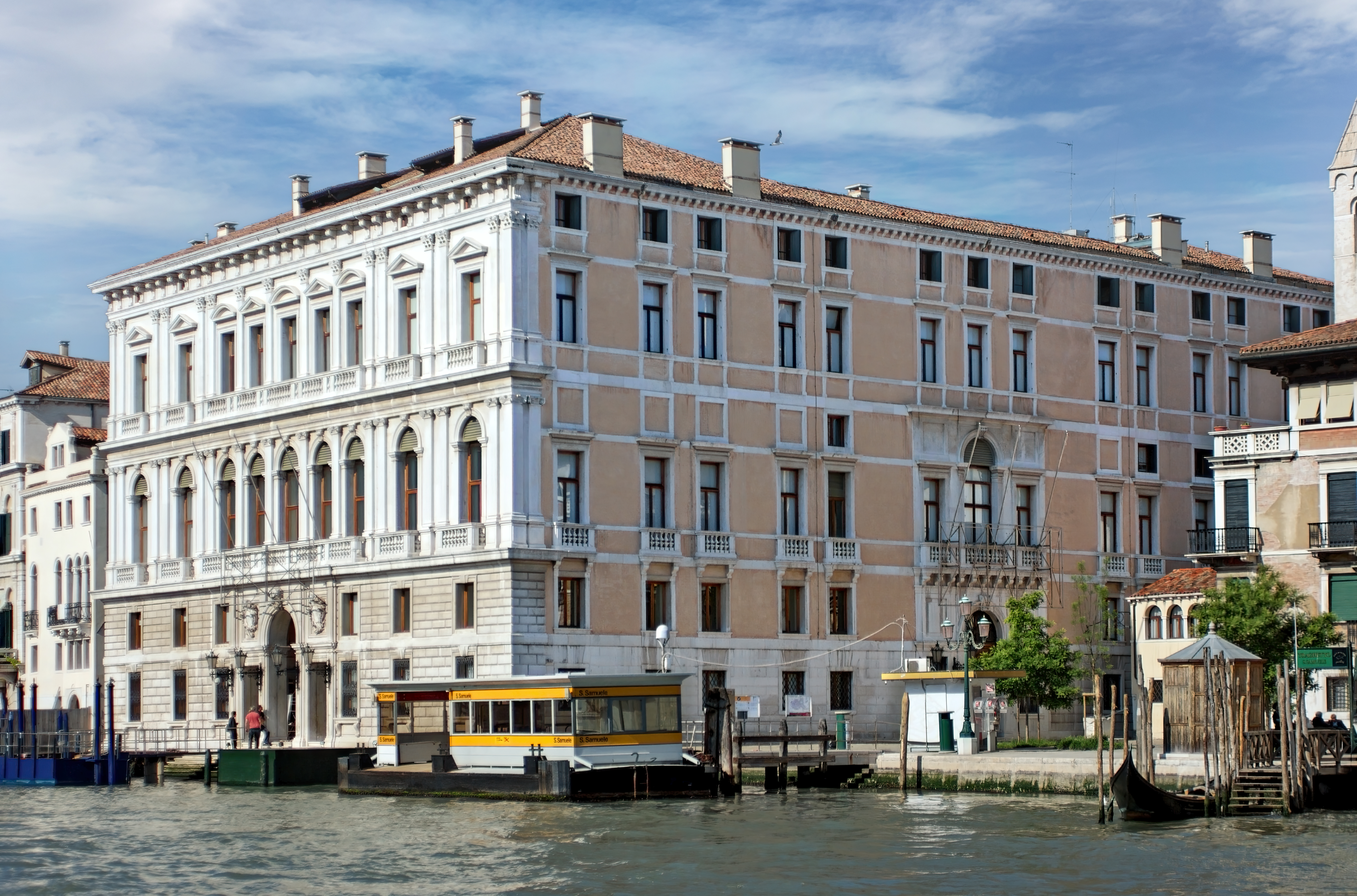
Palazzo Grassi

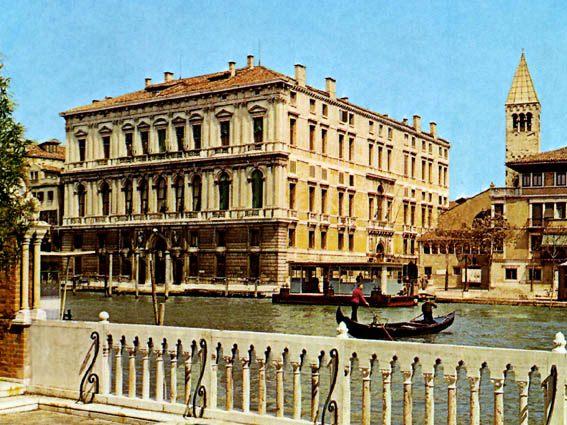
Palazzo Grassi en rechts kerk San Samuele

Palazzo Grassi (ook bekend als Palazzo Grassi-Stucky) is een classicistisch paleis aan het Canal Grande in Venetië, gebouwd tussen 1748 en 1772. De architect was Giorgio Massari en opdrachtgever was de familie Grassi. Rechts van het Palazzo Grassi bevindt zich het plein San Samuele en de kerk San Samuele.
Het was een van de latere paleizen aan het Canal Grande en het wijkt qua stijl af van de vroegere paleizen in de omgeving. Het gebouw is gemaakt van wit marmer. In 1840 werd het paleis verkocht en er volgde een hele reeks bezitters. Zo bezat de familie Stucky het paleis van 1909 tot de jaren 1930; de familie bezat de industriële graanmolen en deegwarenfabriek Molino Stucky. In 1973 kwam het in het bezit van de Fiat Group onder Gianni Agnelli en onderging een complete renovatie om dienst te kunnen doen als tentoonstellingsgebouw voor beeldende kunst, hetgeen de functie tot op heden is. 
Sedert 2006 is het paleis in handen van de Frans zakenman François Pinault die de Japanse architect Tadao Ando het palazzo liet herinrichten om er zijn door de Fondation Pinault beheerde moderne-kunstcollectie te laten zien.

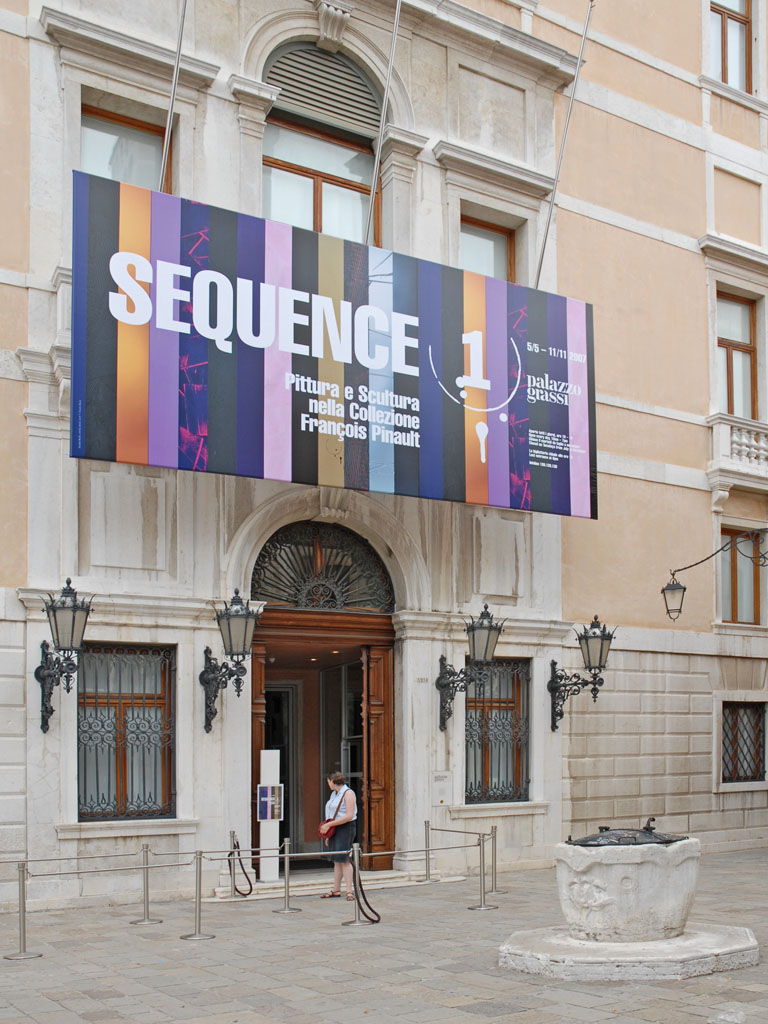
Ingang in 2011
Tentoonstelling in 2011
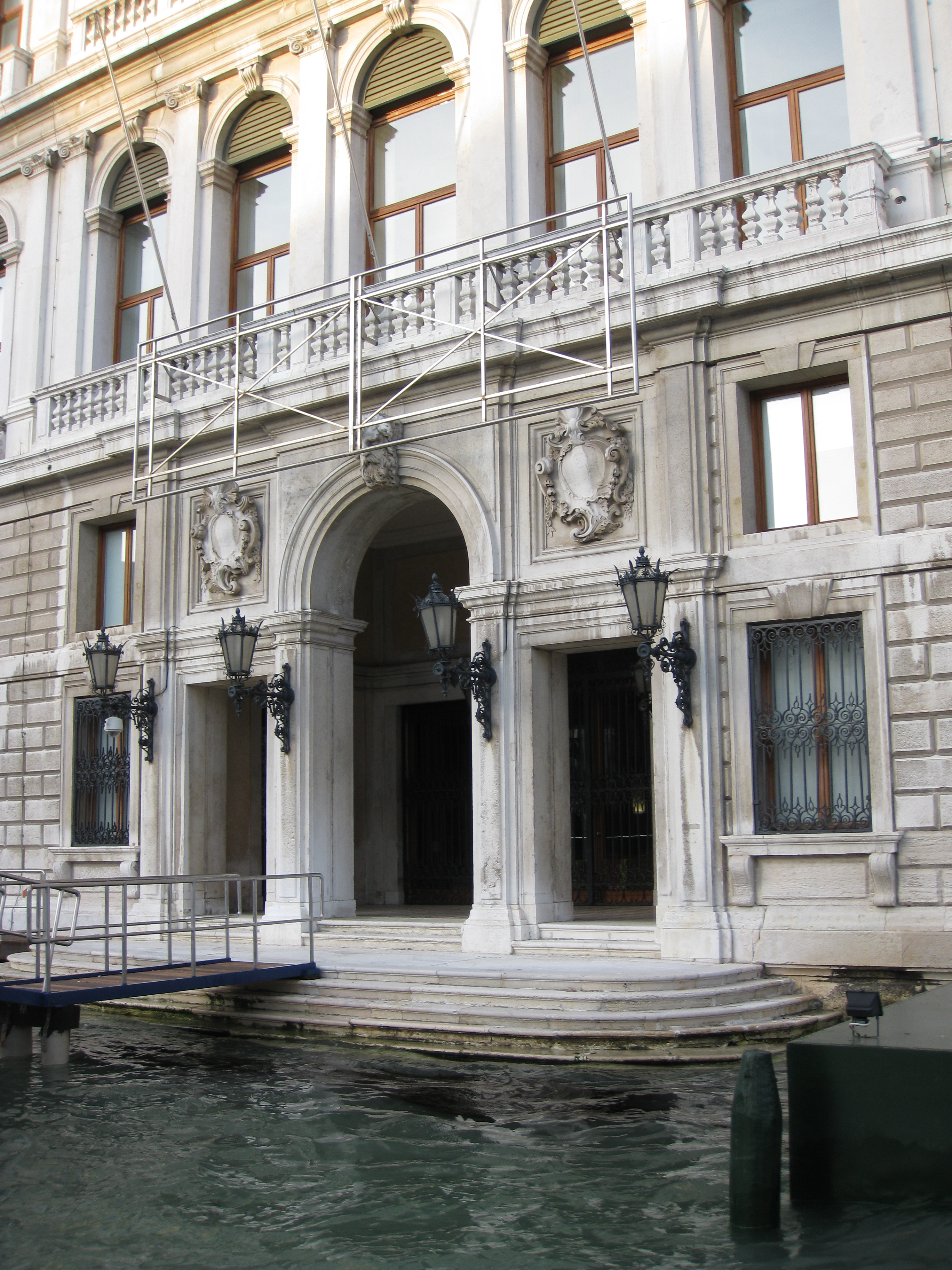
Aanzicht in 2009